# تپه گورستان گلها
تپه قبرستان گلها مربوط به دوران پیش از تاریخ ایران باستان - است و در شهرستان آزادشهر، بخش مرکزی، روستای گلها واقع شده و این اثر در تاریخ ۳۰ تیر ۱۳۸۴ با شمارهٔ ثبت ۱۲۲۴۷ به‌عنوان یکی از آثار ملی ایران به ثبت رسیده است.